# Квір (фільм)
«Квір» (англ. Queer) — італійсько-американський драматичний кінофільм, зрежисований Лукою Гуаданьїно, його другий фільм 2024 року. Екранізація однойменного напівавтобіографічного роману Вільяма Барроуза. За словами режисера, «Квір» — його найособистіший фільм.
Фільм став відомим ще на стадії створення через наявність у ньому «скандальних» гомосексуальних секс-сцен. Головні ролі виконали Деніел Крейг і Дрю Старкі. В кінопресі образ самотнього американського експатріанта неодноразово називався «роллю всього життя» Деніела Крейга. За неї актора висували на премії «Золотий глобус», «Вибір критиків» і премію Гільдії кіноакторів США.
Прем'єра відбулась 3 вересня 2024 року в основній конкурсній програмі 81-го Венеційського міжнародного кінофестивалю, де критики сприйняли стрічку переважно позитивно. Вихід «Квіра» в американський прокат відбувся 27 листопада 2024 року, в Україні фільм показали з 24 квітня 2025 року.

## Сюжет
Дія відбувається на початку 1950-х років у Мехіко. Вільям Лі, ветеран війни, американський експатріант, перебивається тимчасовими роботами. Блукаючи міськими клубами, відчайдушно самотній, опіумно залежний Лі захоплюється значно молодшим за нього моряком Юджином Аллертоном. Аллертон тримає від Лі емоційну дистанцію, незрідка з'являючись на публіці у супроводі жінки, пояснюючи, що він не відчуває себе гомосексуалом так, як це робить Лі.
Разом вони вирушають у подорож до Еквадору за аяваскою — психоактивним напоєм, що начебто має телепатичний ефект. Наркотична залежність Лі призводить до нападу дизентерії. Діставшись Кіто, мандрівникам допомагає доктор Коттер, фахівчиня з аяваски. Вони випивають напій, після чого переживають яскраві галюцинації, в яких їхні тіла неначе об'єднуються один з одним.
Через два роки шляхи Лі та Аллертона розійшлись. Лі повідомляють, що юнак поїхав до Південної Америки, як екскурсовод. Вночі чоловік бачить сон, у якому він вбиває Аллертона зі свого пістолета. Його тіло зникає, після чого розчиняється й сам Лі.
У фінальній сцені фільму суттєво постарілий Лі, лежачи у ліжку, уявляє поряд із собою молодого Аллертона. Чоловік помирає на самоті. В останні секунди його життя в його тілі жевріються танцюючі кольорові полоси — за визначенням журналу Time, «вони нагадують нам, що одного дня світло повстане від темряви для майбутніх поколінь гомосексуалів, і тоді самотність вже не буде такою всеохоплюючою».

## У ролях
- Деніел Крейг — Вільям Лі
- Дрю Старкі — Юджин Аллертон
- Леслі Менвілл — доктор Коттер
- Джейсон Шварцман — Джо
- Генрі Зага — Вінстон Мур
- Андра Урсута — Мері
- Дрю Дрогі — Джон Дьюм
- Еріел Шульман — Том Вестон
- Девід Лоурі — Джим Кокен
- Лісандро Алонсо — містер Коттер
- Омар Аполло — юнак у барі
- Міхаель Борреманс — доктор

## Створення

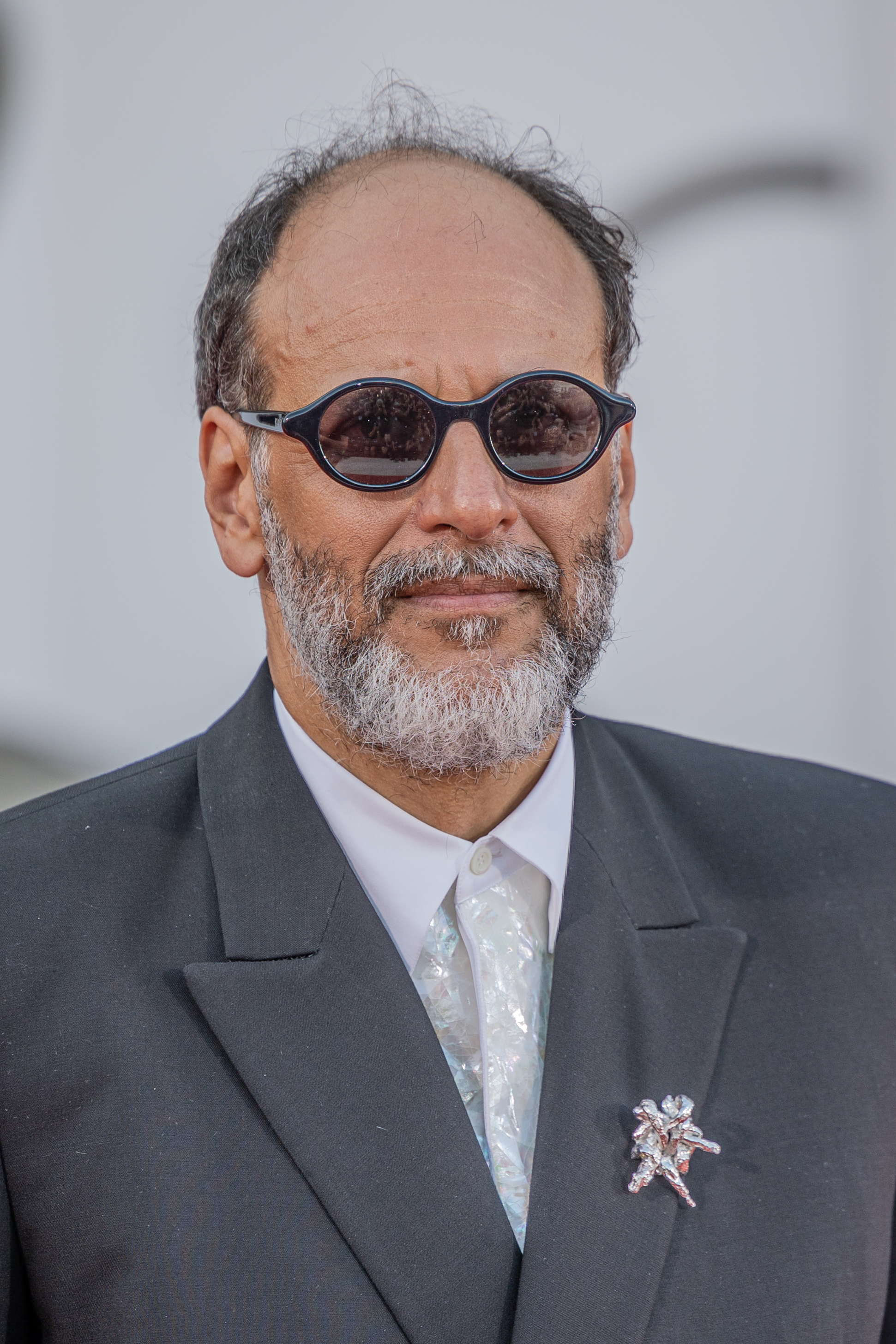
Лука Гуаданьїно у 2024 році

У 2022 році на знімальному майданчику попереднього фільму Луки Гуаданьїно «Суперники» режисер передав сценаристові Джастіну Куріцкісу роман Вільяма Барроуза «Квір» зі словами: «Прочитай сьогодні й повідом, чи хочеш написати для мене сценарій». За словами Куріцкіса, в адаптації роману він намагався побудувати міст між двома «блискучими митцями» — Барроузом і Гуаданьїно. Сценарист побачив у своєму завданні виклик для себе, оскільки «це досить шалена книга, яка не написана безпосередньо для екрана».
У грудні 2022 року було оголошено про початок роботи над фільмом. На головну роль одразу ж був затверджений Деніел Крейг. У кастингу Дрю Старкі допоміг Крейг, який побачив запис проб молодого актора та сказав Гуаданьїно: «Це він». Ані Крейг, ані Гуаданьїно раніше не чули про Старкі та його «зірковий» телесеріал «Зовнішні мілини». Ролі в фільмі виконали також непрофесіонали: співак Омар Аполло, художник Міхаель Борреманс, скульпторка Андра Урсута, кінорежисери Девід Лоурі та Лісандро Алонсо.
Знімальний процес проходив з квітня по червень 2023 року в Римі, на кіностудії Cinecittà. Гуаданьїно назвав «Квір» своїм найособистішим фільмом і даниною поваги дуету кінорежисерів Майклу Пауеллу та Емерику Прессбургеру: «Я дивився „Червоні черевички“ щонайменше 50 разів і думаю, що Пауелл-Прессбургер оцінили б численні та досить скандальні секс-сцени „Квіру“».
Режисер двічі скорочував фільм під час монтажу. Його оригінальна версія тривала 3 години 20 хвилин, друга — 2 години 31 хвилину. Фінальний варіант «Квіру» сягнув позначки у 2 години 15 хвилин. Творчий директор Венеційського міжнародного кінофестивалю Альберто Барбера був проти скорочування стрічки, заявивши, що Гуаданьїно вирізав «далеко не останні речі для сюжету та розробки персонажа»: «Всі блукання Крейга гей-клубами Мехіко, цією дивовижною фауною гей-життя, в пошуках пригод. Сподіваюсь, що рано чи пізно Гуаданьїно зробить режисерську версію, у протилежному разі ви не побачите прекрасних речей».

## Музика
Музичний супровід до фільму написав постійний композиторський дует Трент Резнор—Аттікус Росс. Творці музики надихались методом нарізок, розробленим автором роману Вільямом Барроузом. У саундтреці використані інструментальні семплери для створення «тонких, мереживних» фортепіанних соло та оркестрових композицій, що виконуються цілковито дерев'яними духовими інструментами.
Головною музичною темою фільму є «Love», яка неодноразово повторюється протягом його дії. «Квір» завершується оригінальною піснею «Vaster than Empires», яку виконали класик бразильської музики Каетану Велозу та сам Трент Резнор. Її текст був взятий із записів у щоденнику Вільяма Барроуза. Також Резнор-Росс, спільно зі співаком Омаром Аполло, написали пісню «Te Maldigo», яку Аполло мав виконувати у своїй камео-сцені, проте у фінальній версії фільму вона була вирізана.
Серед інших пісень, використаних у фільмі: «Come as You Are» та «Marigold» гурту Nirvana, «All Apologies» у виконанні Шинейд О'Коннор, «17 Days» та «Musicology» Прінса, «Leave Me Alone» гурту New Order тощо. Курт Кобейн, фронтмен гурту Nirvana, був у дружніх стосунках із Барроузом в останні пів року свого життя. «Вводячи музику Nirvana на початку цієї екранізації, Гуаданьїно опосередковано (можливо, й цілком усвідомлено) присвячує фільм Кобейну тією ж мірою, що й Барроузу» — писала критик The Daily Beast Кая Шуньята.

## Сприйняття

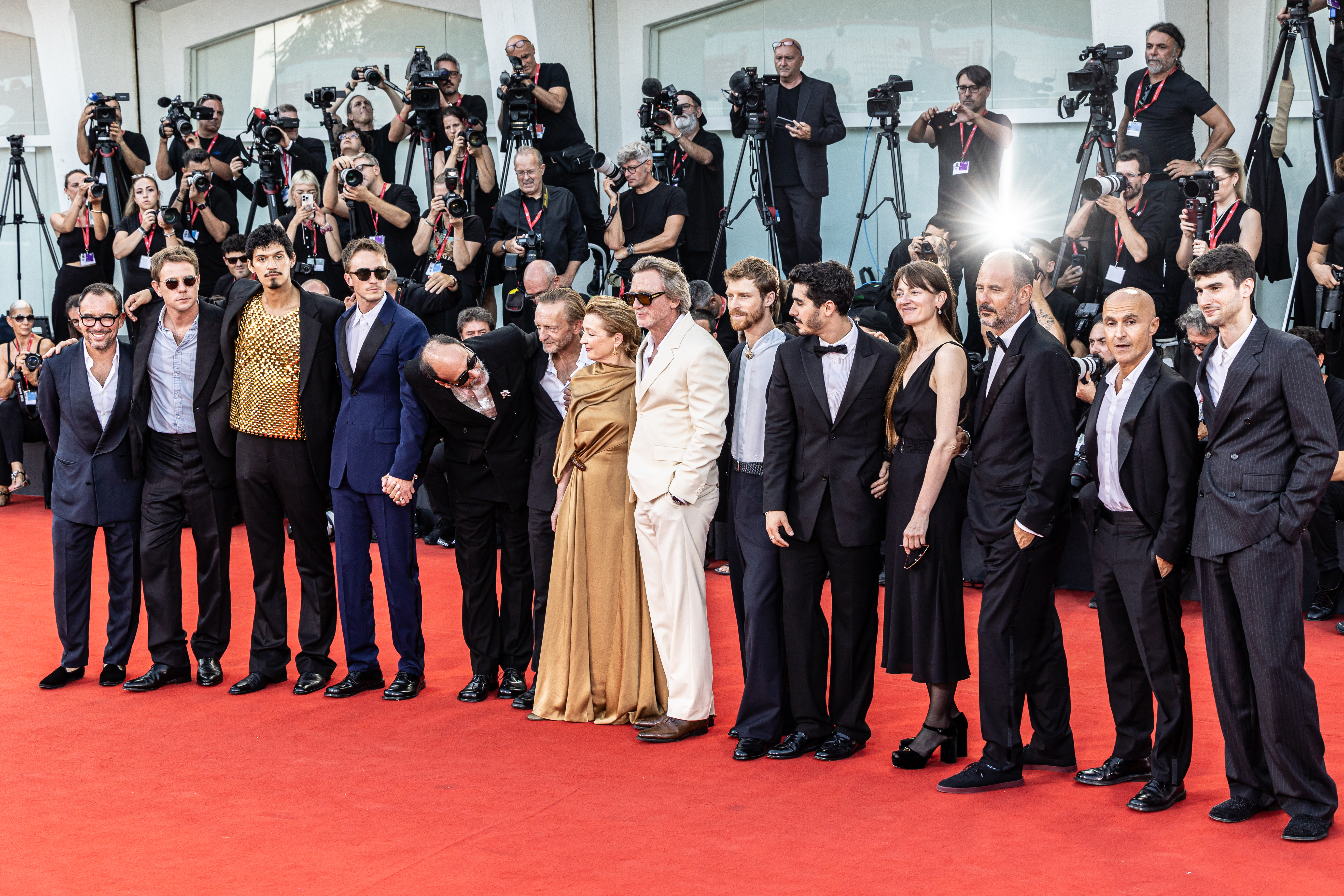
Команда фільму на венеційській прем'єрі, вересень 2024 року

Вперше «Квір» могли показати на 77-му Каннському кінофестивалі, але в цей період фільм ще не був готовий. 3 вересня 2024 року стрічку показали в рамках основної конкурсної програми 81-го Венеційського міжнародного кінофестивалю, де після завершення показу публіка аплодувала стоячи 11 хвилин.
Творчий директор Венеційського кінофестивалю Альберто Барбера назвав роль Крейга «найвеличнішою в його житті» та заявив, що здивується, якщо актор не буде нагороджений у Венеції кубком Вольпі за найкращу чоловічу роль. З 10 по 16 вересня того ж року відбулись спеціальні покази «Квіра» на міжнародному кінофестивалі у Торонто. За словами члена відбіркової комісії фестивалю Аніти Лі, фільм є «галюциногенною одіссеєю, скупаною в болючій жадобі».
У листопаді 2024 року міська адміністрація скасувала показ стрічки на фестивалі MUBI Fest Istanbul у Стамбулі через її «провокативний контент». Лука Гуаданьїно прокоментував інцидент так: «Цікаво, чи дивилися вони фільм, чи просто судять про нього з огляду на опис, чи, скажімо, легковажну дурість деяких журналістів, які зосередилися на тому, що Джеймс Бонд став геєм».
«Квір» переважно позитивно сприйняли критики. Натепер її рейтинг на Metacritic складає 72 %, на Rotten Tomatoes — 77 %. Девід Руні (The Hollywood Reporter) відзначив анахронічний музичний супровід «цього дивного, спокусливого фільму», «просочений меланхолією». З протилежної сторони про «Квіра» відгукнувся Леонардо Гой (The Film Stage), який побачив у ньому «порожнечу» та «провал фантазії».
Серед прихильників фільму в кінематографічному середовищі — режисери Едвард Бергер, Деніел Шайнерт, Селін Сон, Джон Вотерс, Аґнешка Голланд, Дені Вільнев. Незалежний режисер Азазель Джейкобс порівняв «Квір» із «Птахою» Андреа Арнольд: «Майже рівноцінні інверсії у кількості магії та реалізму, обидва використовують фантастичне для досягання вищої правди так, як я люблю, і надихаюсь цим для своїх фільмів».

## Нагороди
Попри номінування Деніела Крейга на всі основні премії «сезону кінонагород», актора в останній момент проігнорували Академія кінематографічних мистецтв і наук та їхня премія «Оскар». Критик Variety Деніел Д'Аддаріо припускає, що академіки не бажають мати справу з фільмами на секс-теми, як-то, окрім «Квіра», «Хороша погана дівчинка» та «Суперники»: «Секс у цих стрічках і є сюжет — до тої міри, що глядачу, можливо, стане ніяково».
- Європейський кіноприз — номінація у категорії «Найкращий європейський актор» (Деніел Крейг)
- Премія Національної ради кінокритиків США — 2 нагороди: «Найкращий актор» (Деніел Крейг), включення до списку 10 найкращих фільмів року
- Премія «Золотий глобус» — номінація у категорії «Найкраща чоловіча роль у драматичному кінофільмі» (Деніел Крейг)
- Кінопремія «Вибір критиків» — номінація у категорії «Найкращий актор» (Деніел Крейг)
- Премія Гільдії кіноакторів США — номінація у категорії «Найкраща чоловіча роль» (Деніел Крейг)
- Премія «Супутник» — номінація у категорії «Найкращий актор у драматичному кінофільмі» (Деніел Крейг)
- Премія Американського товариства фахівців з кастингу — номінація у категорії «Найкращий кастинг великобюджетного драматичного кінофільму» (Джессіка Ронен)
- Міжнародна премія Австралійської академії кінематографа і телебачення — номінація у категорії «Найкращий актор» (Деніел Крейг)[29][30]